# Insidious : La Dernière Clé
Série Insidious
Insidious : Chapitre 3
(2015) Insidious: The Red Door
(2023)
Pour plus de détails, voir Fiche technique et Distribution.
Insidious : La Dernière Clé (Insidious: The Last Key), ou Insidieux : La Dernière Clé au Québec, est un film d'horreur américain réalisé par Adam Robitel, sorti en 2018.
Il s'agit du quatrième volet de la franchise Insidious et fait suite à Insidious : Chapitre 3 de Leigh Whannell (2015). Il conclut l'arc narratif autour du personnage d'Élise Rainier. 

## Synopsis
Des années entre le troisième film et les deux premiers, durant la jeunesse d'Elise Rainier dans le Nouveau-Mexique, cette dernière commence à être hantée par un esprit maléfique et démoniaque dans sa propre maison, la poussant plus profondément dans le Lointain (The Further). Plusieurs années après, une famille dit être victime d'événements paranormaux et fait appel à Elise. Seulement cette fameuse famille habite dans sa maison d'enfance et le démon qui hantait Elise dans le passé, semble être revenu...

## Fiche technique
- Titre original : Insidious: The Last Key
- Titre français : Insidious : La Dernière Clé[1]
- Titre québécois : Insidieux : La Dernière Clé
- Réalisation : Adam Robitel
- Scénario : Leigh Whannell
- Musique : Joseph Bishara
- Direction artistique : Melanie Jones
- Décors : Hunter Brown
- Costumes : Lisa Norcia
- Photographie : Toby Oliver
- Montage : Timothy Alverson
- Production : Jason Blum, Oren Peli et James Wan
- Sociétés de production : Blumhouse Productions et Stage 6 Films (en) ; coproduit par Entertainment One et LStar Capital
- Sociétés de distribution : Universal Pictures (États-Unis), Sony Pictures Releasing France (France)
- Budget : 10 000 000 de dollars[2]
- Pays de production :  États-Unis
- Langue originale : anglais
- Format : couleur
- Genre : horreur, fantastique
- Durée : 104 minutes
- Dates de sortie :
  - France : 3 janvier 2018[1]
  - États-Unis et Canada : 5 janvier 2018[3]
  - Belgique : 10 janvier 2018
- Classification :
  - France (CNC) : Interdit aux moins de 12 ans lors de sa sortie en salles
  - États-Unis : PG-13 (Accord parental - les enfants de moins de 13 ans doivent être accompagnées d'un parent ou d'un tuteur)

## Distribution
- Lin Shaye (VF : Anne Jolivet ; VQ : Madeleine Arsenault) : Elise Rainier
- Caitlin Gerard (VF : Camille Timmerman ; VQ : Virginie Ranger-Beauregard) : Imogen Rainier
- Spencer Locke (VF : Joséphine Ropion ; VQ : Roxane Tremblay-Marcotte) : Melissa Rainier
- Javier Botet : KeyFace
- Josh Stewart[4] (VF : Thierry Wermuth ; VQ : Éric Bruneau) : Gerald Rainier
- Leigh Whannell (VF : Damien Witecka ; VQ : Philippe Martin) : Steven Specs
- Angus Sampson (VF : Christophe Lemoine ; VQ : Frédéric Paquet) : Tucker
- Kirk Acevedo (VF : Cyrille Monge ; VQ : Martin Desgagné) : Ted Garza
- Tessa Ferrer (VF : Laura Préjean ; VQ : Manon Leblanc) : Audrey
- Bruce Davison (VF : Jean-Bernard Guillard ; VQ : Mario Desmarais) : Christian Rainier
- Ava Kolker (VF : Lucille Boudonnat) : Elise, jeune
- Hana Hayes (VF : Leslie Lipkins ; VQ : Éloïsa Cervantes) : Elise, adolescente
- Marcus Henderson : Détective Whitfield
- Josh Wingate : Wayne Fisher
- Amanda Jaros : Mara
- Aleque Reid (VF : Caroline Cadrieu ; VQ : Marie-Ève Sansfaçon) : Anna
- Pierce Pope : Christian, jeune
- Thomas Robie : Christian, adolescent
- Joseph Bishara : Lipstick-Face Demon
- Patrick Wilson (VF : Alexis Victor) : Josh Lambert (images d'archives)
- Rose Byrne (VF : Chantal Macé) : Renai Lambert (images d'archives)

Version française :
- Société de doublage : Dubbing Brothers
- Adaptation des dialogues : Ludovic Manchette et Christian Niemiec
- Direction artistique : Philippe Peythieu

Source et légende : version québécoise (VQ) sur DoublageQuébec

## Production
Le tournage du film a commencé en août 2016, et s'est terminé un mois plus tard.

## Accueil

### Accueil critique
Le film reçoit des retours allant du mitigé au négatif.
Sur le site Rotten Tomatoes, le film obtient une note de 33 % basée sur 112 critiques, avec une moyenne de 5,10/10.
Sur Metacritic, le film a un score de 49 sur 100, basé sur 21 critiques, indiquant des « critiques mitigées ou moyennes ».
Le site Allociné lui attribue une note de 2,3/5 à partir de l'interprétation des critiques de presse recensées.

### Box-office
| Pays ou région    | Box-office      | Date d'arrêt du box-office | Nombre de semaines |
| ----------------- | --------------- | -------------------------- | ------------------ |
| États-Unis Canada | 67 745 330 $    | 29 mars 2018               | 12                 |
| France            | 556 568 entrées | 4 mars 2018                | 8                  |
| Total mondial     | 167 885 588 $   | 5 juin 2018                | 22                 |